# Монтерія
Монтерія (ісп. Montería) — місто на півночі Колумбії, адміністративний центр департаменту Кордова.

## Історія
Населений пункт було засновано в травні 1777 року під назвою Сан-Херонімо-де-Буенавіста. Його засновником вважається іспанський фельдмаршал, майбутній віце-король Нової Гранади Хуан де Торресар Діас Пім'єнта. 1807 року Монтерії було надано статус малого міста, а 1840 — статус центру округу. 1923 року місто стало муніципалітетом, а 1952 — адміністративним центром департаменту Кордова.

## Клімат
| Клімат Монтерії         | Клімат Монтерії | Клімат Монтерії | Клімат Монтерії | Клімат Монтерії | Клімат Монтерії | Клімат Монтерії | Клімат Монтерії | Клімат Монтерії | Клімат Монтерії | Клімат Монтерії | Клімат Монтерії | Клімат Монтерії | Клімат Монтерії |
| Показник                | Січ.            | Лют.            | Бер.            | Квіт.           | Трав.           | Черв.           | Лип.            | Серп.           | Вер.            | Жовт.           | Лист.           | Груд.           | Рік             |
| Середній максимум, °C   | 33,3            | 33,7            | 34              | 33,8            | 32,7            | 32,6            | 32,8            | 32,8            | 32,2            | 32,1            | 32,1            | 32,6            | 32,9            |
| Середня температура, °C | 27,7            | 28,1            | 28,4            | 28,6            | 28,1            | 28              | 27,9            | 27,9            | 27,7            | 27,6            | 27,6            | 27,6            | 27,9            |
| Середній мінімум, °C    | 22,1            | 22,5            | 22,9            | 23,5            | 23,5            | 23,4            | 23,1            | 23,1            | 23,2            | 23              | 23              | 22,7            | 23              |
| Норма опадів, мм        | 4               | 17              | 28              | 96              | 175             | 152             | 166             | 170             | 183             | 164             | 94              | 36              | 1285            |
| ----------------------- | --------------- | --------------- | --------------- | --------------- | --------------- | --------------- | --------------- | --------------- | --------------- | --------------- | --------------- | --------------- | --------------- |
| Джерело: Weatherbase    |                 |                 |                 |                 |                 |                 |                 |                 |                 |                 |                 |                 |                 |

## Демографія
Динаміка чисельності населення міста за роками:
| 2005    | 2006    | 2007    | 2008    | 2009    | 2010    | 2011    | 2012    | 2018    |
| ------- | ------- | ------- | ------- | ------- | ------- | ------- | ------- | ------- |
| 378 970 | 384 937 | 390 996 | 397 113 | 403 280 | 409 476 | 415 796 | 422 175 | 460 223 |